# Gonomyia micracantha
Gonomyia micracantha är en tvåvingeart som beskrevs av Alexander 1926. Gonomyia micracantha ingår i släktet Gonomyia och familjen småharkrankar.
Artens utbredningsområde är Ecuador. Inga underarter finns listade i Catalogue of Life.